# Grotte de Marsoulas
Pour les articles homonymes, voir Grotte des Fées.
La grotte de Marsoulas, dite encore grotte des Fées, est une petite grotte ornée située sur la commune française de Marsoulas, en Haute-Garonne, dans la région Occitanie. Elle fut la première grotte ornée paléolithique officiellement reconnue comme telle dans les Pyrénées.

## Situation
La grotte de Marsoulas se trouve à environ 80 km au sud de Toulouse, à la limite ouest de Marsoulas avec Salies-du-Salat,, au quartier de Las Roques, sur la rive droite de la vallée du Laouin, affluent du Salat,, à 200 m en aval du pont de la D 69 sur le Salat, entre Salies et Marsoulas.
La grotte de Tarté, autre site préhistorique (Moustérien, Châtelperronien, Aurignacien (grattoirs épais dits « de Tarté ») et Gravettien), se trouve sur la même colline à 500 m au nord-ouest (mais sur le territoire de la commune de Cassagne). L'abri de Téoulé, troisième site préhistorique proche, est à quelques centaines de mètres en aval de la grotte de Tarté,.
La grotte de Marsoulas s'ouvre à l'aplomb du ruisseau du Laouin, qui coule à 301 m d'altitude à cet endroit. Une source y sourd à 1 m au-dessus du Laouin. Selon Méroc et al (1947), le porche de la grotte est à 10 m au-dessus de la source et serait donc à 312 m d'altitude, ce qui la rapproche des 315 m d'altitude donnés par Martel (1911),,.

## Historique

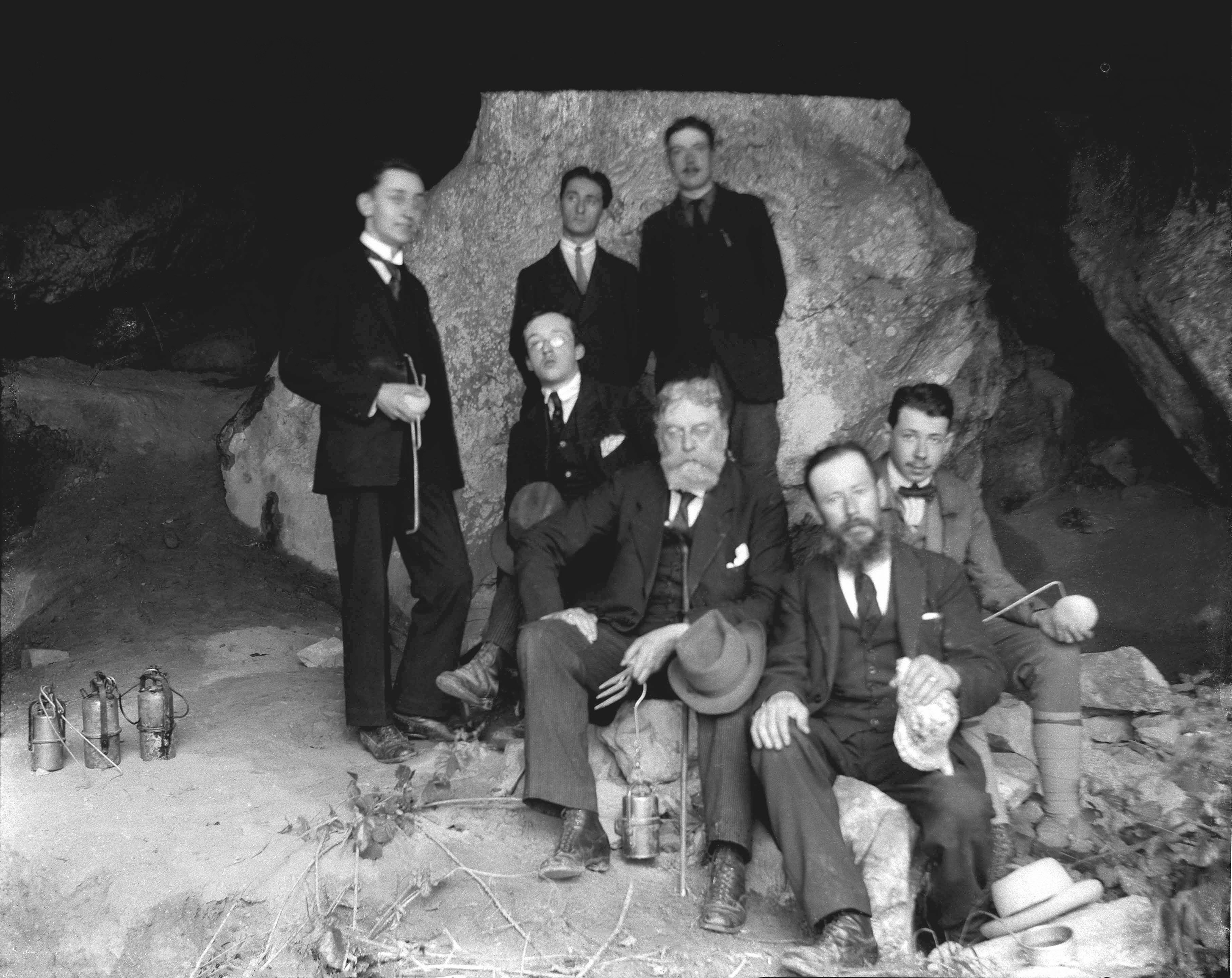
Campagne de fouille de 1931.

La grotte est rendue publique en 1883, à l'occasion des fouilles de David Cau-Durban.
Des peintures et gravures pariétales y sont identifiées par Félix Régnault en 1897. Mais Régnault ne réussit pas à convaincre ses contemporains de l'ancienneté des peintures. Il faut attendre la visite des préhistoriens Émile Cartailhac et Henri Breuil en 1902, qui passent par là en revenant du congrès de l'Association française pour l'avancement des sciences à Montauban et en « officialisent » l'ancienneté remontant au Paléolithique.
Les fouilles conduites par Félix Régnault ont essentiellement livré des vestiges magdaléniens, et dans une moindre mesure des indices aurignaciens et aziliens.[réf. nécessaire]
C'est la première grotte ornée paléolithique officiellement reconnue comme telle dans les Pyrénées. Émile Cartailhac, qui en devient propriétaire peu avant sa mort, réalise une première étude et des relevés des œuvres pariétales de la grotte. Henri Breuil réalise également les relevés, mais seulement une très petite partie en est publiée.
Henri Begouën et Townsend Russel fouillent le talus d'entrée en 1931, ce qui révèle une grande quantité de mobilier préhistorique, notamment une conque longue de 31 cm avec des traces d'ocre. Ce coquillage, vieux de 18 000 ans, est alors décrit comme un « vase à eau ». Redécouvert dans les réserves du Muséum de Toulouse, un examen plus approfondi suggère qu'il s'agit d'un instrument à vent dont la fonction reste hypothétique : instrument de liturgie, d'appel, d'agrément.
D'autres chercheurs cités sont Louis Méroc (1904-1970), L. Michaud, André Leroi-Gourhan, Aleth Plénier (sa thèse porte sur la grotte), Denis Vialou, Pascal Foucher et Sébastien Lacombe.

## Description
Également appelée « grotte des Fées »,, la grotte de Marsoulas est une grotte de petites dimensions. Elle est constituée d'une simple galerie rectiligne d'environ 70 m de long, avec la paroi gauche toujours verticale et la paroi droite inclinée, ce qui donne une section en triangle-rectangle d'environ 3 m de large sur 4 m de haut. La voute à l'entrée s'est effondrée ; restent à cet endroit les parois, qui forment à l'extérieur un corridor ouvert.
À 29 m de la porte se trouve une étroiture, avec abaissement du plafond et resserrement des parois. Au-delà, la circulation ne peut se faire qu'en rampant, sur les 20 derniers mètres de sol sec. À 40 m de l'entrée le sol s'incline abruptement vers le bas pour rejoindre le lit du ruisseau actuel.

## Art pariétal
Les premières gravures rencontrées sont à trois mètres de l'entrée actuelle.
L'art pariétal y est représenté par des figures gravées et peintes s'étendant sur une cinquantaine de mètres, essentiellement sur la paroi gauche. Il comprend essentiellement des bisons et des chevaux, accompagnés de cervidés, de caprinés, d'anthropomorphes et de signes barbelés ou quadrangulaires. L'un des bisons se distingue par un remplissage constitué de ponctuations rouges.
Les images sont souvent difficiles à déchiffrer à cause de la superposition de nombreuses lignes fines gravées.

## Protection
La grotte est classée monument historique depuis 1910. Émile Cartailhac († 1921), qui l’avait achetée, l'a léguée au Muséum de Toulouse.
Elle est fermée au public pour raison de conservation. Un fac-similé grandeur nature de la grande frise de Marsoulas a été élaboré au Parc pyrénéen de l'art préhistorique de Tarascon-sur-Ariège.

## Galerie

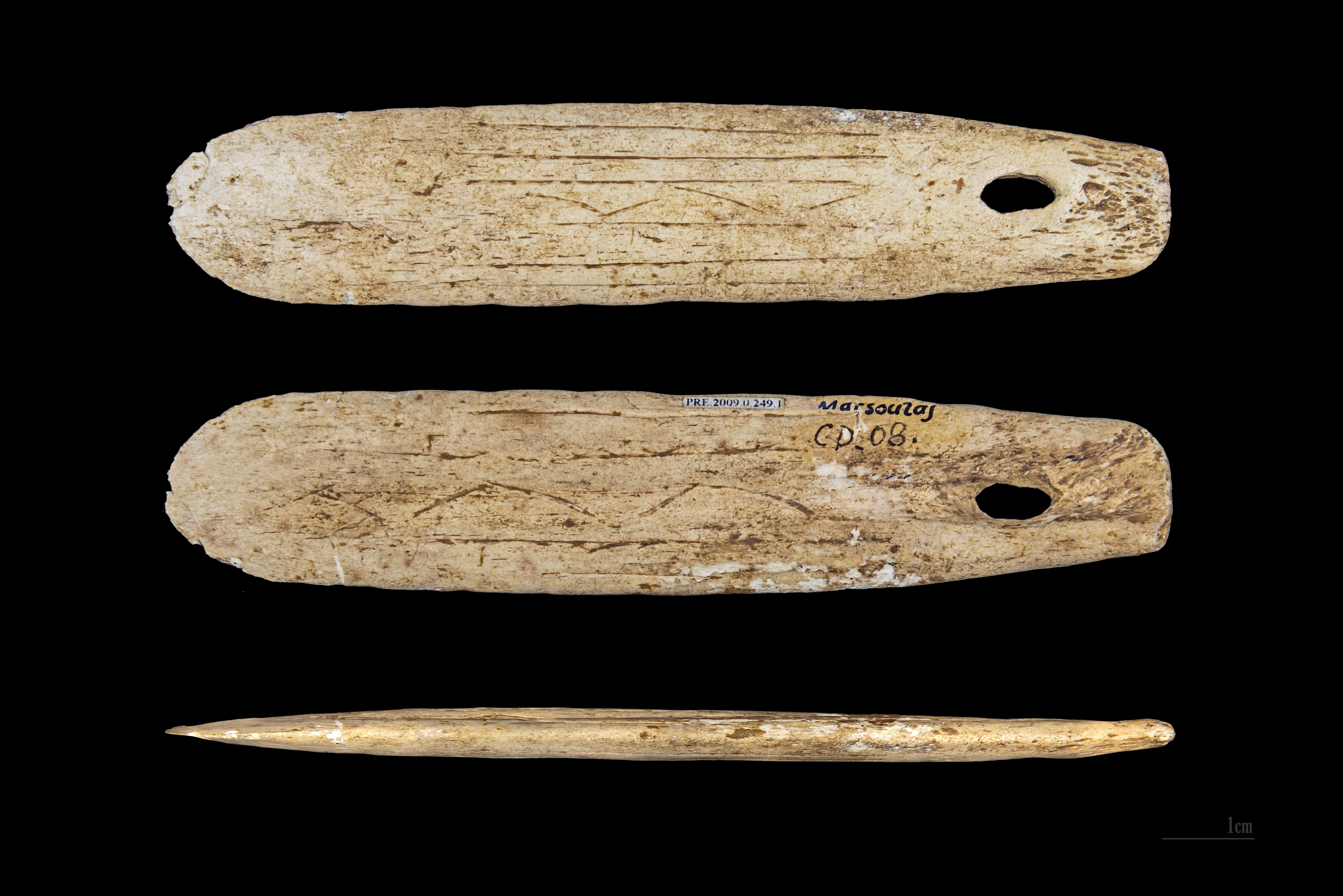
Pendeloque en bois de renne. Muséum de Toulouse.
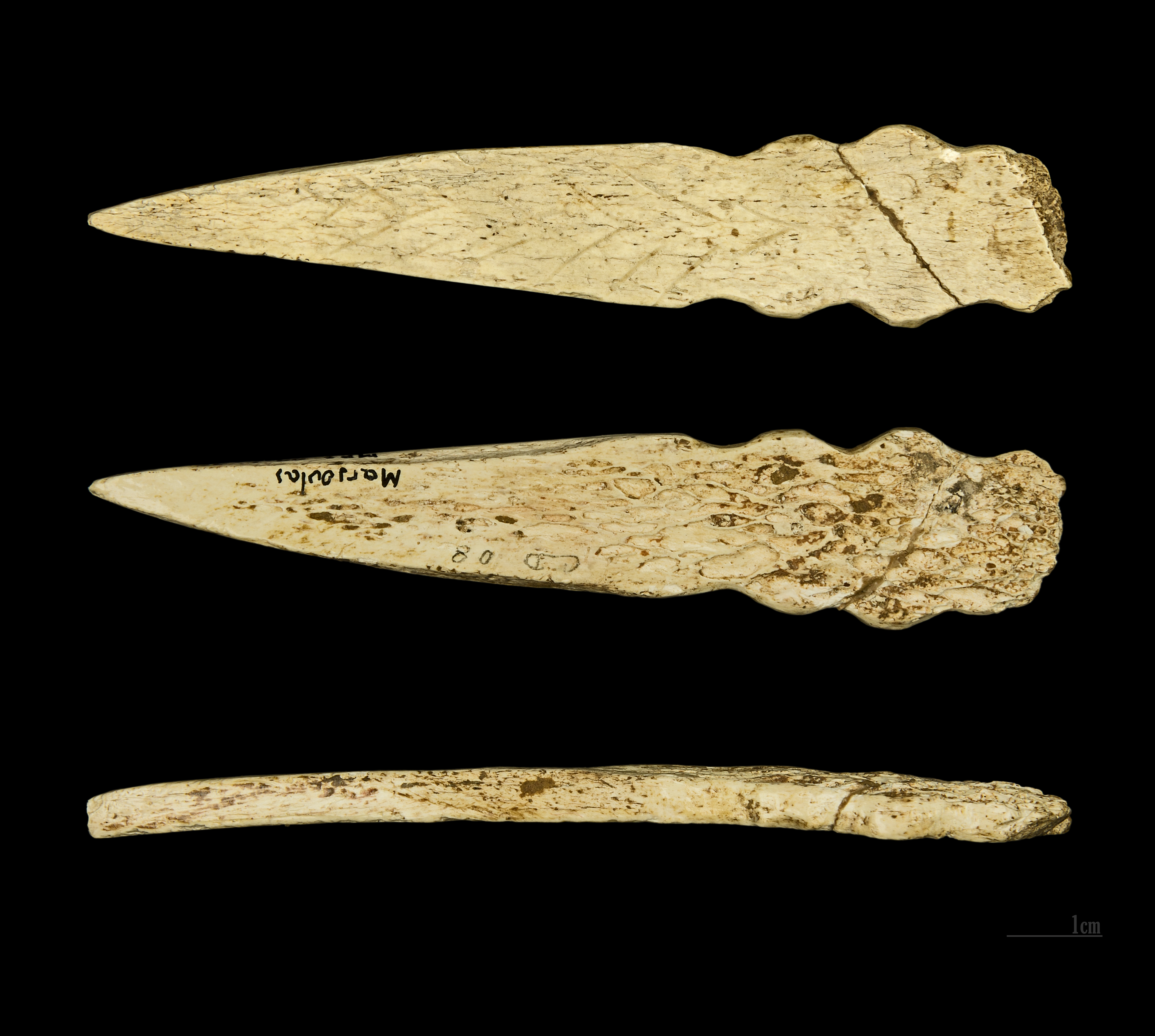
Pièce appointée décorée. Fouille Cau-Durban - Muséum de Toulouse.
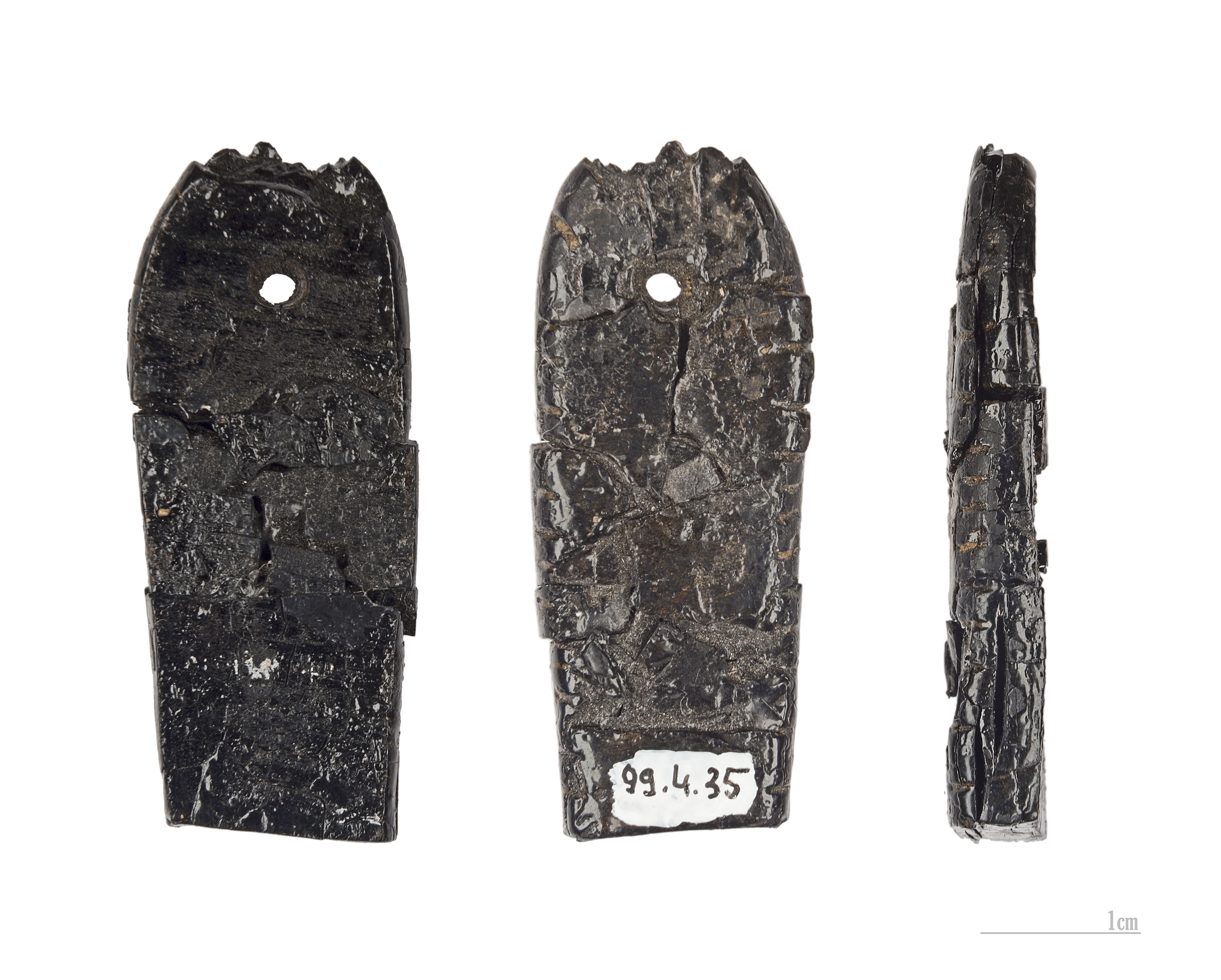
Pendeloque en lignite Muséum de Toulouse.
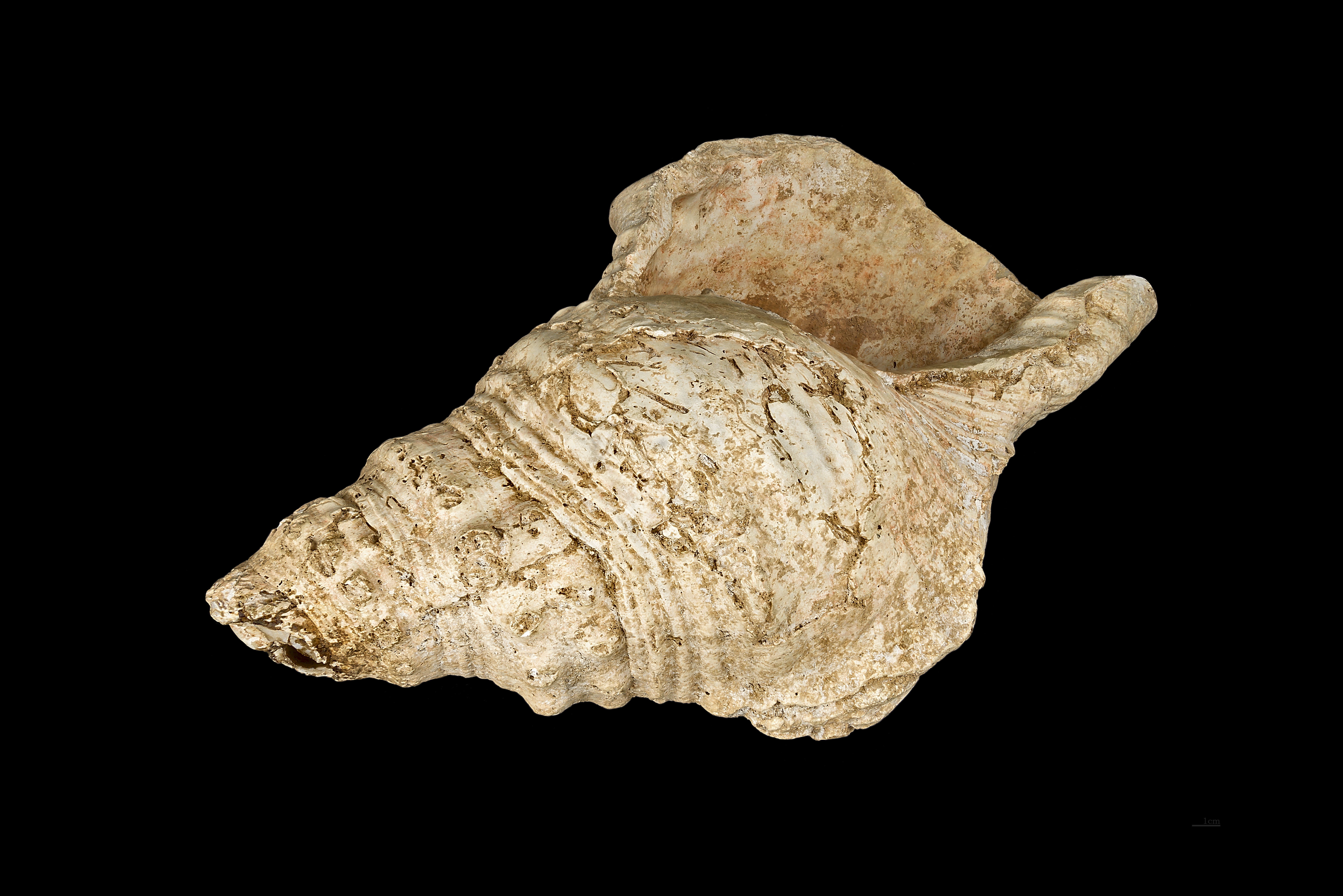
Conque de Marsoulas Muséum de Toulouse.
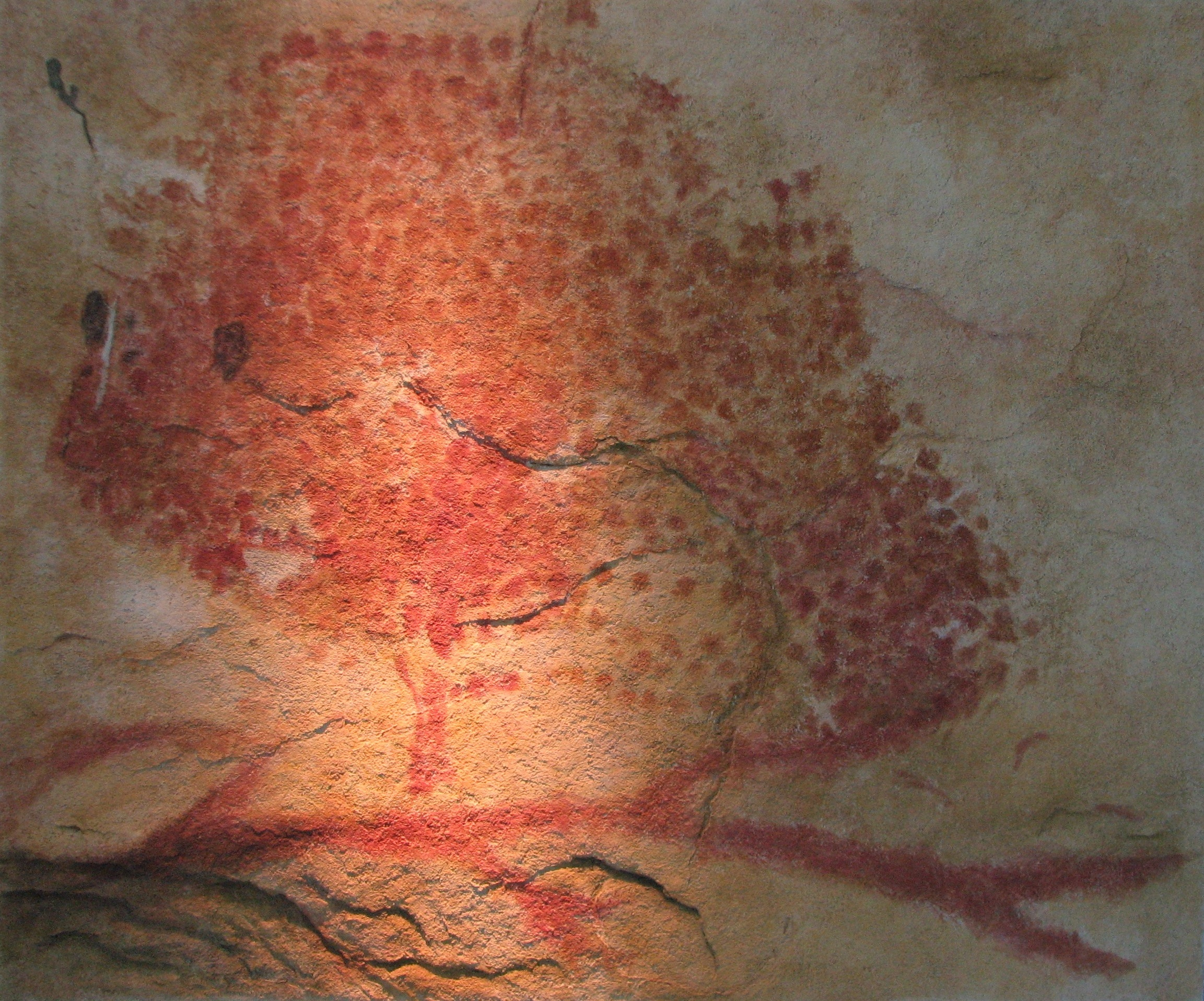
Réplique du bison de Marsoulas Musée de Moravie (pavillon Anthropos (en)), Brno.